# Stade Armand-Chouffet
Le stade Armand-Chouffet est un stade de football situé à Villefranche-sur-Saône. Il est utilisé par le club Football Club Villefranche Beaujolais.

## Histoire

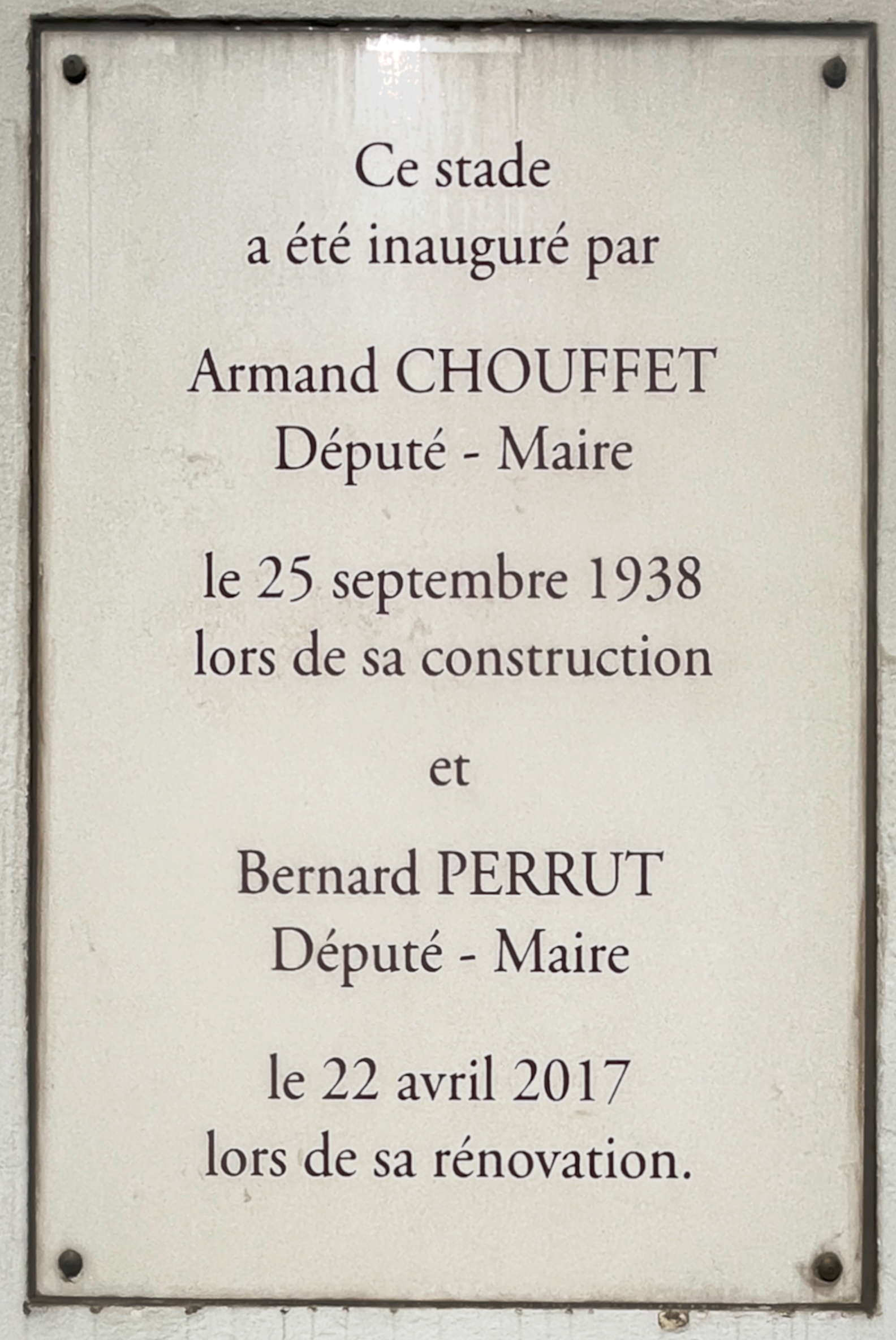
Plaque commémorative des inaugurations de 1938 et de 2017 (rénovation) du stade Armand-Chouffet.

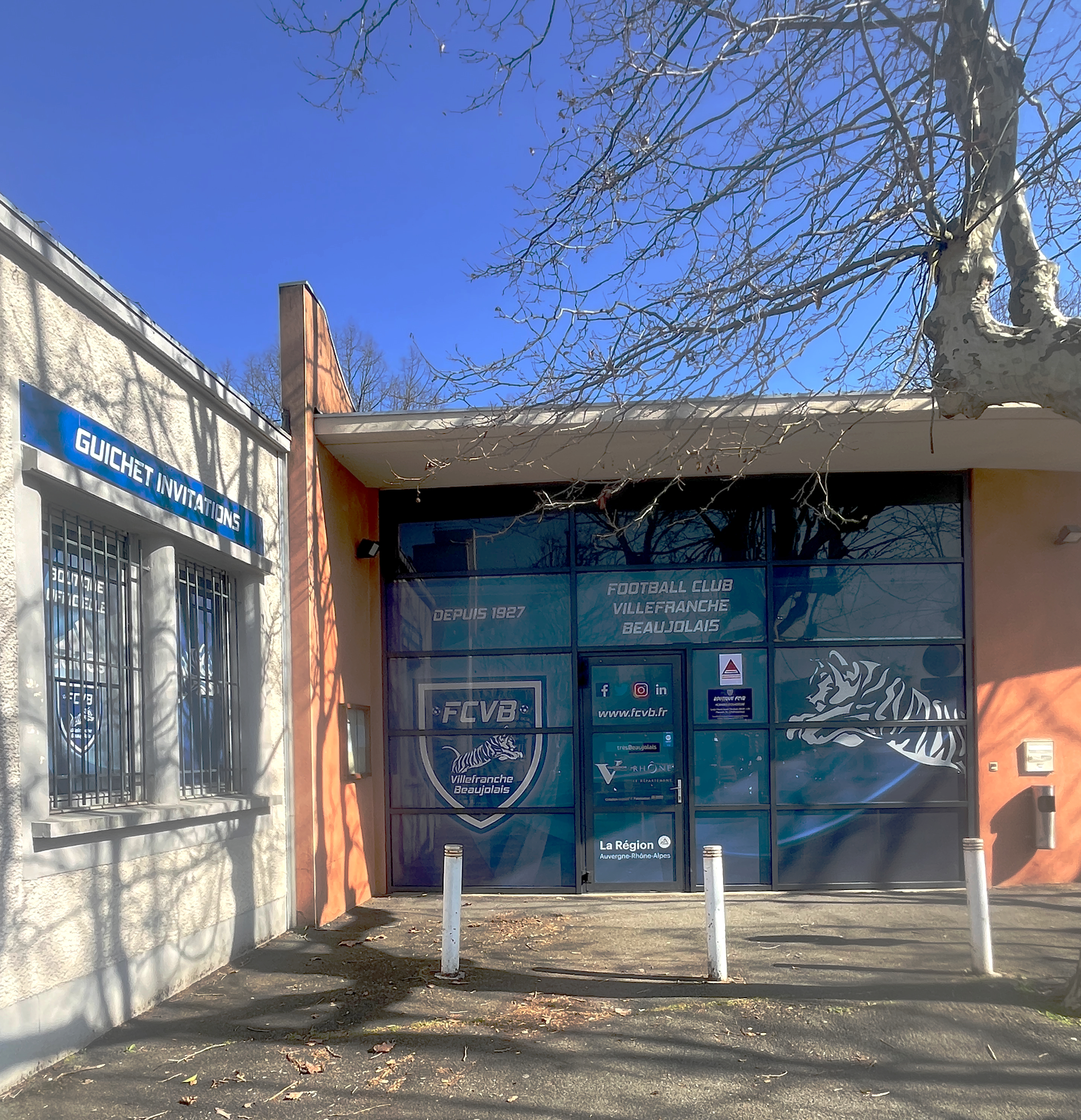
Boutique du FCVB au stade Armand-Chouffet.

Le maire Armand Chouffet a décidé sa construction en 1936 et l'inaugure en 1938.
En 1938, il est inauguré sous le nom de Parc des Sports. Il prend le nom d'Armand Chouffet en 1958.

## Composition
Le stade contient un terrain de basket-ball, une piste d'athlétisme isolée, un terrain de football secondaire et le terrain d'honneur de 3 500 places dont 1532 assises et couvertes (632 en tribune honneur et 900 en tribune est).